# Fiamignano
Fiamignano är en ort och kommun i provinsen Rieti i regionen Lazio i Italien. Kommunen hade 1 299 invånare (2018).